# Ukranenland

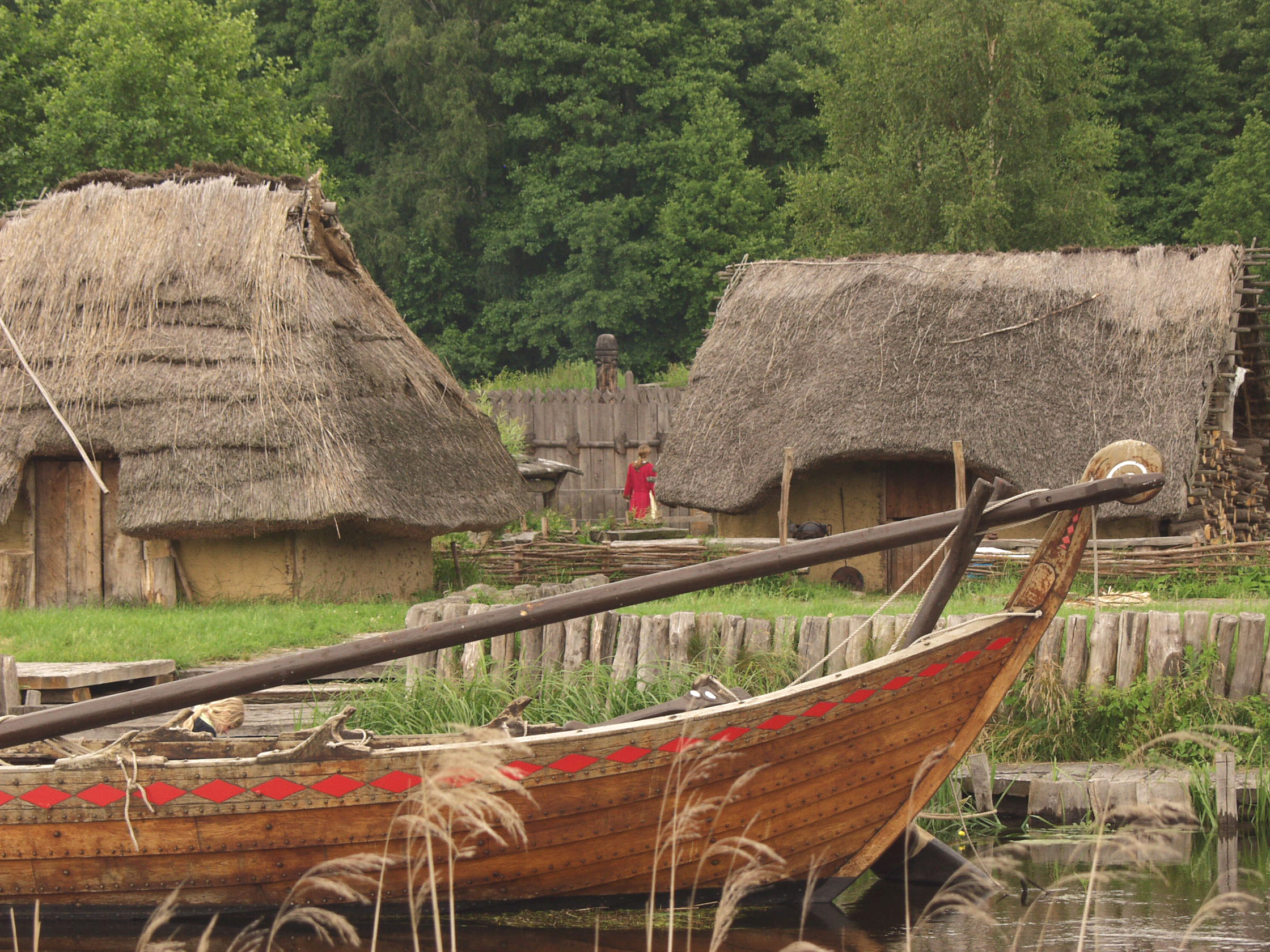
Das Slawendorf „Ukranenland“

Ukranenland ist ein archäologisches Freilichtmuseum in Torgelow (Vorpommern) in Trägerschaft des Ukranenland – Historische Werkstätten e. V. Zu den Einrichtungen experimenteller Archäologie gehört das frühmittelalterliche Slawendorf „Ukranenland“, in dem das Leben der Ukranen als elbslawischer Stamm dargestellt wird. Des Weiteren gehört dazu ein Informationszentrum in der Nähe des Dorfes, der hochmittelalterliche Gebäudekomplex „Castrum Turglowe“ neben der vereinseigenen Herberge in Torgelow und eine Schiffswerft zum Bau einer Kogge in Ueckermünde. Ein wesentlicher Teil des Museumskonzeptes basiert auf der möglichst authentischen Darstellung des damaligen Lebens als Living History.

## Slawendorf Ukranenland
Das frühmittelalterlich-slawische Museumsdorf Ukranenland liegt 1,7 Kilometer südlich von Torgelow, abseits von Siedlungen und Straßen, auf einer Wiesenaue zwischen einem Waldrand und der Uecker. Nach archäologischen Befunden wurden hier slawische Block-, Pfosten- und Flechtwandhäuser des 9. und 10. Jahrhunderts in Originalgröße rekonstruiert. Zur Landseite umgeben von einer Holzpalisade befindet sich zum Fluss hin ein Anlegesteg für die beiden historischen Schiffe Svarog (Bauweise um 900) und Svantevit (Bauweise um 1100). Alle Mitarbeiter arbeiten in historischen Trachten und beherrschen mindestens ein historisches Handwerk, darunter Bronzegießer, Töpfer oder Schmiede. Das Ausprobieren und Selbermachen ist ein wesentlicher Teil des pädagogischen Konzeptes. Weitere Handwerke sind unter anderem Flechten, Filzen, Weben, Schnitzen, Backen und Lederverarbeitung. Zudem gehört die eigene Musikgruppe „Cantilena“ zum Ukranenland. Neben den musikalischen Darbietungen erklären die Musiker die verschiedenen historischen Instrumente oder führen vor, wie sie hergestellt werden. Besondere Höhepunkte sind das Osterfest und das Sommerfest, welches immer am letzten Juliwochenende stattfindet. Zusätzlich finden verschiedene Thementage, zum Beispiel rund um das Schmieden oder das Töpfern statt.

## Mittelalterzentrum Castrum Turglowe

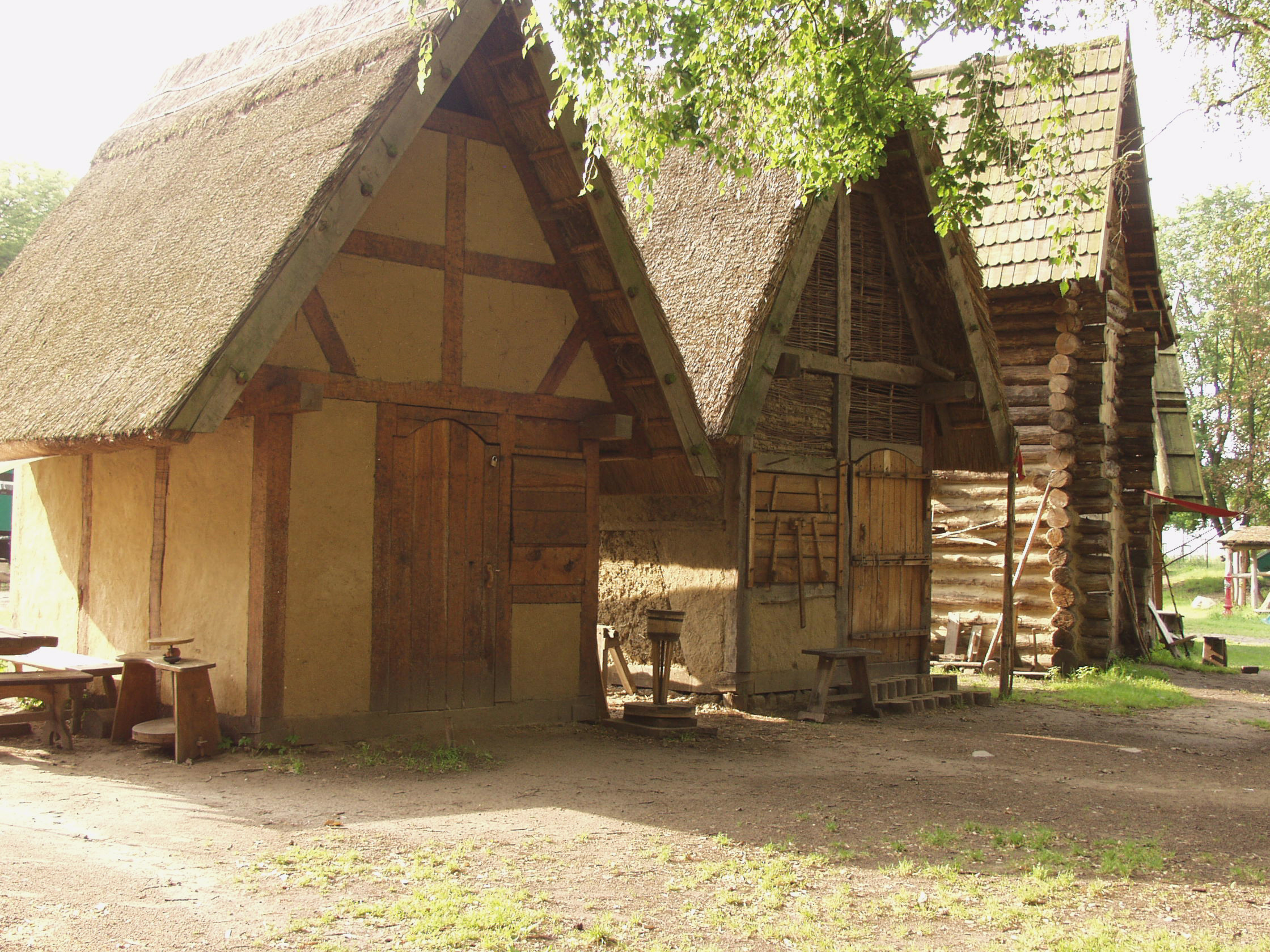
Im Mittelalterzentrum Castrum Turglowe

Im Castrum Turglowe, das neben den wenigen erhaltenen Grundmauern und unzugänglichen, verschütteten Räumen einer Burg im Zentrum Torgelows errichtet wurde, werden hochmittelalterliche Lebensweisen dargestellt. Dazu wurden einige zu vermutende Funktionsgebäude der ehemaligen Burg auf Grundlage von archäologischem Vergleichsmaterial rekonstruiert. Eine restaurierte Villa aus den 1920er Jahren, die über den Resten der Burg errichtet wurde und heute als Museum genutzt wird, gehört ebenfalls zum Castrum. Im Obergeschoss der Villa befindet sich eine multimediale Ausstellung, über das Leben des Markgrafen Otto IV. von Brandenburg und die Zeit des Hochmittelalters.
Wie im Slawendorf wird auch das Castrum von Mitarbeitern in mittelalterlichen Gewandungen belebt, die verschiedene Handwerke und Tätigkeiten vorführen.
Jedes Jahr findet im Mittelalterzentrum ein Mittelalterfest statt. Vom Castrum führt ein Fußweg entlang der Uecker zum Slawendorf.
Eine vereinseigene Herberge befindet sich neben dem Castrum.
Die Einrichtungen des Ukranenlandes sind von Ende April bis Ende Oktober geöffnet.

## Netzwerke

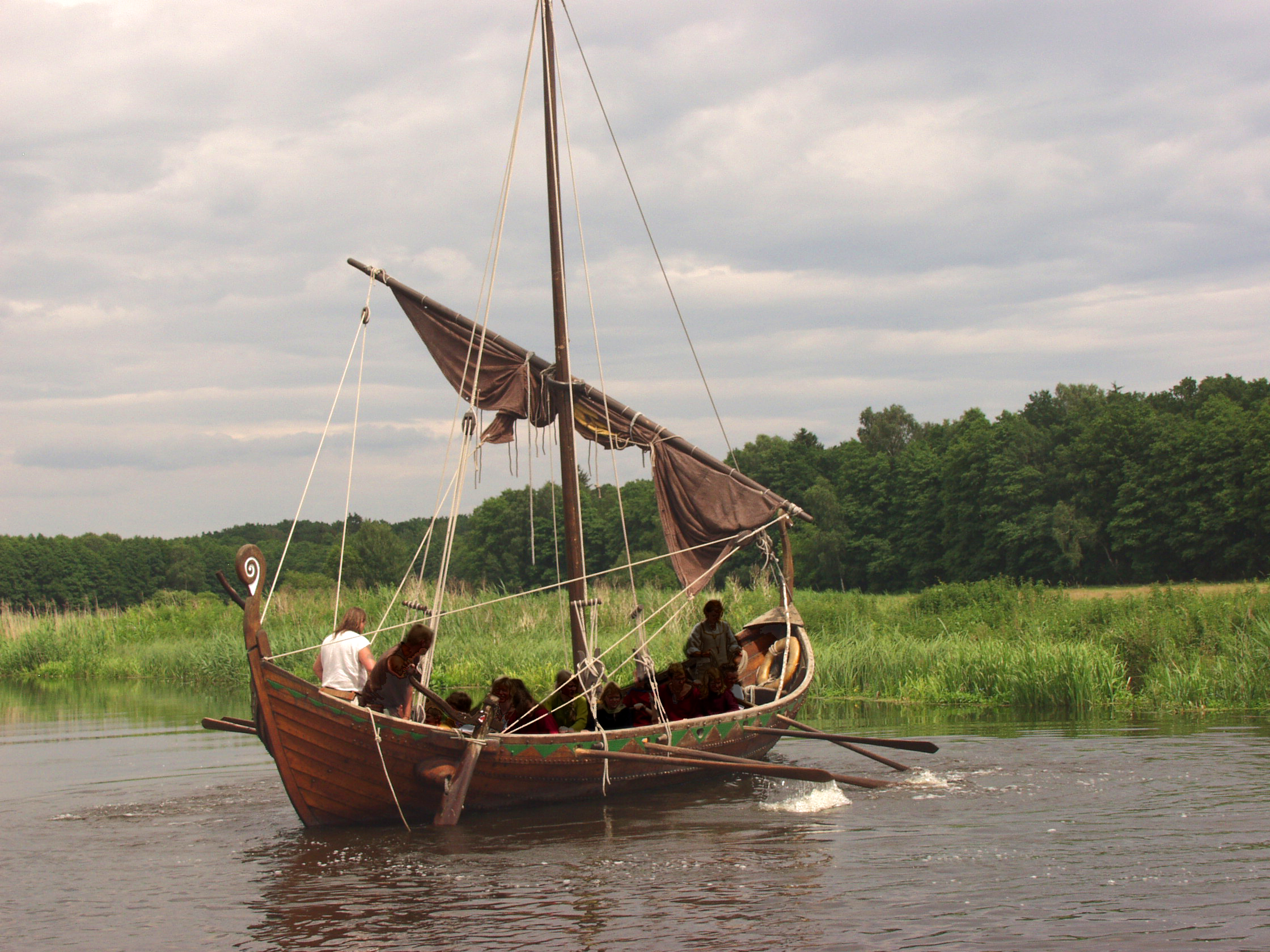
Das frühmittelalterliche Slawenschiff Svantevit

Das Ukranenland ist Teil der transnationalen Kooperation „Baltic History“, die sich der erlebbaren frühmittelalterlichen Geschichte des Ostseeraumes verschrieben hat. Zur Kooperation gehören unter anderem das Wikingerreservat Foteviken in Schweden sowie die Slawen- und Wikingersiedlung Wolin in Polen. Darüber hinaus ist das Ukranenland Teil des „Lagomar Projektes“, das sich mit dem natürlichen und kulturellen Erbe in der südlichen Ostseeregion beschäftigt.

## Geschichte
1991 entstand die Idee zum Aufbau historischer Werkstätten. Ihr folgte 1993 die Gründung des Vereines. Von 1995 bis 1997 wurde das Slawendorf an der Uecker errichtet, das seither regelmäßig betrieben wird. Die Planungen zum Castrum Turglowe begannen im Jahr 2000. Auch in den Folgejahren fanden Erweiterungen der beiden historischen Einrichtungen statt. 2005 wurde die neu errichtete Herberge und 2006 die sanierte Villa von der Stadt Torgelow an den Verein übergeben. 2013 wurde in der Villa die multimediale Ausstellung eröffnet.
Das Ukranenland war auch bereits Filmkulisse, so des deutsch-britischen Historienfilmes Black Death, hier entstanden die Aufnahmen eines von der Pest bislang verschont gebliebenen, abgelegenen mittelalterlichen Dorfes, mit namhaften Schauspielern wie Sean Bean und andere. Außerdem wurden einige Dokumentationen gedreht, unter anderem entstanden hier 2017 Aufnahmen für die Dokumentation „Die Slawen – Unsere geheimnisvollen Vorfahren“.